# Carlos Domínguez (periodista)
Carlos Alberto Domínguez (Buenos Aires, 1 de julio de 1949-Quilmes, 22 de mayo de 2020) fue periodista, escritor y poeta argentino, locutor de actos del Partido Justicialista y del movimiento obrero organizado. Diseñó campañas políticas y publicitarias de algunos gobernadores peronistas y ejerció como docente de periodismo en universidades privadas. Trabajó para el multimedio Crónica, hizo televisión y radio en Quilmes.

## Biografía
Desde muy joven tuvo activismo social y cultural; a los 19 años presidió la comisión de Fiestas y Deportes del Club Mariano Moreno, en Lanús Oeste, y llegó a ser el locutor del 1° de julio, fecha en que se honra la desaparición de Juan Domingo Perón, en la Quinta de San Vicente, cuando se colocó la placa para la construcción del mausoleo donde, al año siguiente, fueron llevados los restos del expresidente.

### Gráfica
Fue director de la revista parlamentaria El mandato y de la revista política Convencernos, homónima de su programa en la grilla del entonces Canal 14 de Cablevisión.
Tuvo la dirección periodística del ya desaparecido Diario Tribuna de Almirante Brown, que tanto incomodara al exintendente —luego senador y diputado nacional— Jorge Villaverde, quien mantenía un trato directo con el dueño del medio, y se vio obligado a renunciar.

### Radio
Reemplazó al locutor Antonio Carrizo en las mañanas de los sábados por FM FAN 103.9, de Quilmes, con su programa Raíces ancestrales.
Allí desarrolló un espacio de tres horas sobre actualidad y cultura junto a un equipo que estuvo compuesto por Miguel Barone; Oscar Sorini; Carlos Luayza —seguridad—; Alberto Moya; Mariano Memmo —deportes— y Nicolás Hengels —economía—.
La evolución del espacio devino en cambios del equipo, algunos de cuyos integrantes ascendieron a otros destinos. Así, el último grupo fue el compuesto por: Pablo Pozzetti —golf—; Rodolfo Molinari —humor—; Damián D'Avila —deportes— y Fernando Lambardi —judiciales—.
Tuvo a su cargo el programa radial El médico y su comunidad, a favor de los profesionales trabajadores de la salud nucleados en Colegio II de Avellaneda, presidido por el doctor Salvador Lograso.

### Televisión
Durante 17 años ininterrumpidos, condujo El sur existe, que comenzó en Canal 7 de Cablevisión y pasó al canal de aire 27 TEVESUR.

### Artes
Con la Sociedad Argentina de Artistas Plásticos (SAAP), cuando la presidía Rubén Borré —secundado por el xerigrafista argentino Guillermo Mac Lougling—; colaboró en su revista institucional, en la Secretaría de Prensa y trabajó como crítico de arte de la Galería Forma, en la que se iniciaron artistas de reconocimiento internacional.
Al frente de la Peña el Fogón en Remedios de Escalada, Lanús, lanzó Kegano Concert, el único café-concert en la provincia de Buenos Aires, cuando sólo en la Capital Federal el estilo era cultivado por Antonio Gasalla y Carlos Perciavalle.
Le siguió el emprendimiento COARCO, Compañía Artística Contemporánea, uno de los primeros trabajos ofrecidos en entidades sin fines de lucro, donde contaba con actores, músicos y humoristas. De ese equipo formaron parte:
- Patricia Barone, cantante de tango con una visión progresista sobre esa disciplina cultural, quien grabó varios CD a los que Hamlet Lima Quintana llamó «El nuevo tango que salvará al tango», y que fuera distinguida en las mejores salas argentinas y con una exitosa presentación en París.
- Beto Solas, folclorista de privilegiada voz quien, junto a Horacio Avilano, Javier Lozano, Marcelo Torres y Marcelo Mira, supo dejar testimonio de que «cantar la historia más simple, la de los pocos testigos, aquella que no reluce, la que no es prosa en los libros...».
- Gabriel Goity, el Puma,  popular actor de cine y televisión.

### Militancia
Fue asesor de Jorge Rachid, secretario de Prensa de la Presidencia de la Nación durante la década de 1990, cargo que abandonó cuando Rachid renunció en disconformidad con el rumbo que tomaba el Gobierno.
Asesor de la Secretaría de Deportes y Recreaciones del Gobierno porteño y, a principios de la década de 1990, fue asesor en el gabinete que condujo Prensa Jorge Rachid.
Asesor de Prensa y voz oficial del Centro de Estudios John William Cooke, que preside Mario Scalisi, en Quilmes.
Prosecretario de prensa de la Agrupación Nacional de la Militancia del Movimiento Nacional Justicialista 9 de Julio, desde la recuperación de la democracia en 1984 hasta la consagración del candidato que se impuso en las elecciones de 1989 y que asumió cinco meses antes de lo previsto.
Cofundó la Mesa Gremial Para la Acción Política (formada el 17 de noviembre de 1999) y fue su encargado de prensa en forma ininterrumpida.

### Fallecimiento
Falleció a los 70 años el 22 de mayo de 2020.

## Distinciones
- Jefe de Prensa por el Consejo Directivo de la CGT Regional Quilmes, Varela y Berazategui (1995-2000).

- Secretario Coordinador del Consejo Regional Para el Desarrollo y el Empleo de la misma CGT (1995-2000).

- Jefe de Prensa del Centro de Empleados de Comercio de la regional Quilmes desde 2004.

## Disertaciones
- Docente de Rol del Movimiento Obrero en la Comunidad Organizada, en la Escuela Superior de Conducción Política presidida por Norberto Chindemi.[4]

- Participó en diversas charlas como panelista o invitado, en temas ligados a asociaciones profesionales y entidades entre las que compartió como disertante junto a Fermín Chávez y Fernando García Della Costa, en la Asociación del Personal de Dirección de Ferrocarriles Argentinos (APDFA), en la Asociación de Trabajadores de la Industria Lechera.

### Libros
- Crepúsculos a tiempo (1979), poemas, del que se publicó:

“El autor maneja lo cotidiano y la síntesis en una demostración original y promisoria donde pone de manifiesto su destreza”
Jacobo Bajarlía, diario Clarín (29/11/79).

- Desde Malvinas, dos Argentinas (1984), investigación. Allí anticipó que

“Las víctimas fatales de una “guerra” nunca terminan cuando esta concluye, sino cuando la sociedad es capaz de comprender que las guerras nunca la padecen en carne propia quienes las desatan y sus consecuencias psicológicas siguen matando personas después de concluidas”.

- Sin frac (1994), en cuya presentación en la Asociación Argentina de Actores, algunos de sus poemas fueron recitados por los actores María de la Paz y Juan Carlos Uccello. Allí, el poeta y reconocido publicista Carlos María Ruvira, sostuvo que la obra

“Resume la intimidad más tierna del hombre, mezclada con las bajezas más abyectas que se funden en la hoguera de las vanidades”.

Los responsables del área de cultura de la Asociación Argentina de Actores, señalaron: 

“Sin Frac, es la síntesis de 25 años ininterrumpidos de poesía; la búsqueda de eslabones perdidos; la confirmación de que no es posible la vida, sin utopías”.

- Cuadernos para la memoria, ensayos breves (1996), en los que sintetizó la problemática social de quienes activan en política y los condicionantes de los que son víctimas, motivo por el cual es muy difícil y hasta imposible –según el autor– hacer política sin dinero o sin un “padrino” capaz de costear a quien se presume candidato.

- Sin atajos, otro libro de poemas, y
- Sabotaje al pensamiento del hombre (Editorial La Guillotina, 2016), un trabajo de investigación sobre la incidencia de los medios de difusión en el que pretende instalar esta idea:

“Si bien en el pasado la sociedad carecía de información, hoy por hoy, hay un exceso que le impide al ciudadano procesarla en tiempo y forma, y su consecuencia genera enajenación”.

## Premios
- Primer premio a la Conducción Periodística en Cable, por la Sociedad Argentina de Artistas Profesionales (SADAP), Mar del Plata, 2000.
- Segundo premio en poesía, por la Sociedad Argentina de Artistas Profesionales (SADAP), Mar del Plata, 2002.
- Mención en el Kandil de Quilmes, 2002.
- Primer premio al poema Calefón del XXI; Círculo de Poetas Argentinos, 2004.